# Dartmouth (Nouvelle-Écosse)
Pour les articles homonymes, voir Dartmouth.
Dartmouth (en micmac : Ponamogoatitjg) est une ancienne ville de Nouvelle-Écosse fondée en 1750 et qui doit son nom au comte de Dartmouth. Elle est incorporée le 1er janvier 1961 et est dissoute le 1er avril 1996 pour être intégrée à la municipalité régionale d'Halifax.
En 2011, on y dénombrait 89 163 habitants. En 2025, la population est désormais de 101 343 habitants. 
La ville possédait une équipe de hockey junior, les Metro Marauders.

## Galerie

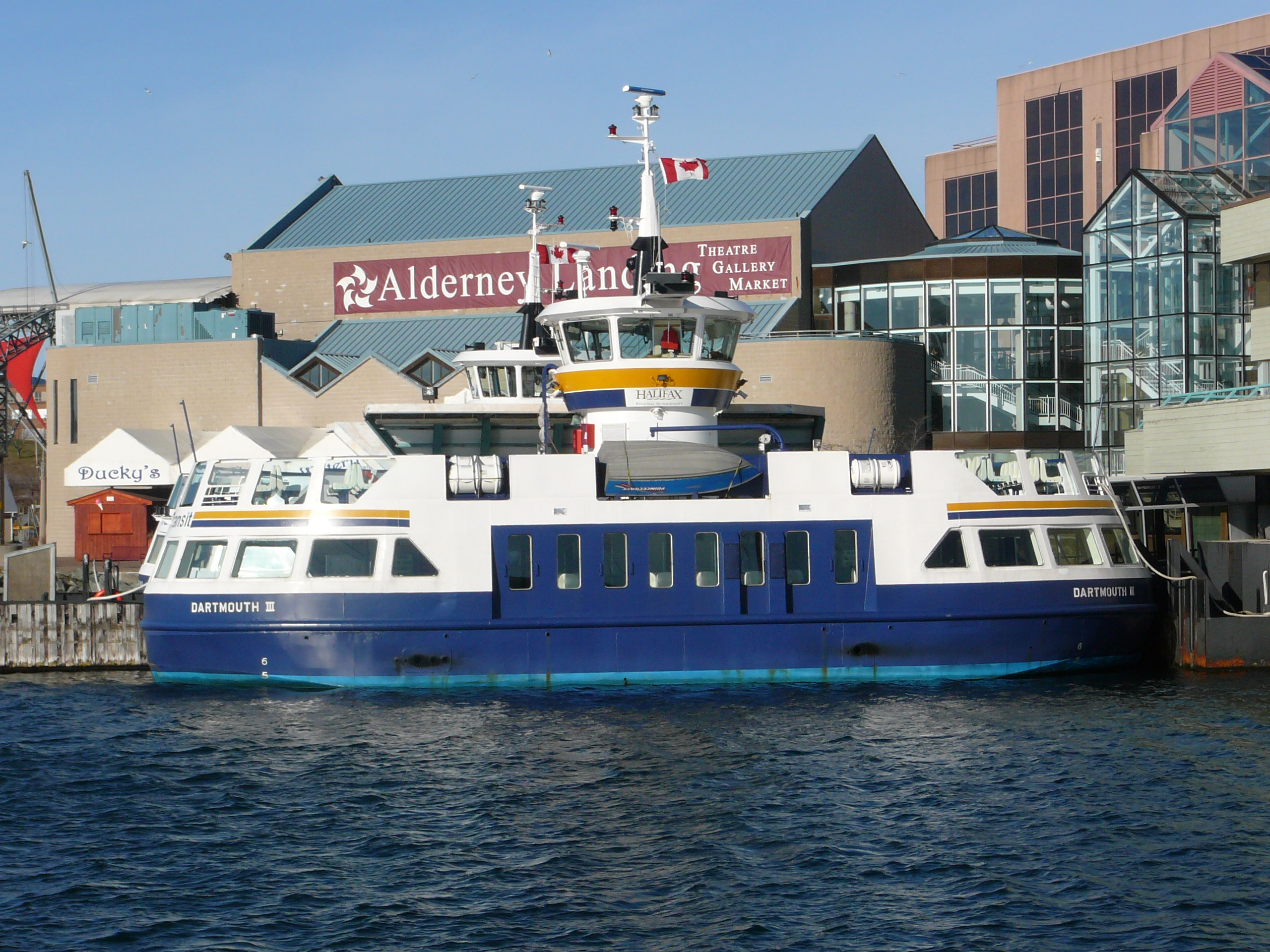
Traversier effectuant la navette entre Halifax et Dartmouth, amarré au Terminal portuaire de Dartmouth.